# Bosanščina
Bosánščina (izvirno bosanski jezik / босански језик) je ena izmed standardnih različic osrednjega južnoslovanskega jezika, znanega kot srbohrvaščina. Uporablja jo 2 milijona ljudi, predvsem Bošnjakov v Bosni in Hercegovini in drugod. Bosanski jezik je uradni jezik, poleg srbščine in hrvaščine v Bosni in Hercegovini. Vse tri nacionalne variante v jezikoslovju veljajo za en jezik.
Bošnjaki so izvorno govorci nekaterih narečij štokavskega narečja, v glavnem novoštokavskega ikavskega (t. i. bosansko-dalmatinsko narečje) in šćakavsko ijekavskega (t. i. vzhodno-bosansko narečje), ki ga govorijo Bošnjaki in Hrvati, novoštokavskega ijekavskega (t. i. vzhodnohercegovski-krajiški), ki si ga delijo s Srbi, Črnogorci in Hrvati, ter nenovoštokavskega ijekavskega (t. i. zetsko-južnosandžaško narečje), v katerem govorijo Bošnjaki, Črnogorci in Srbi. 
Bosanski jezik se piše v latinici in vsebuje več turških in drugih orientalskih vplivov kot srbščina in hrvaščina.